# Dongducheon
Dongducheon (hangul 동두천시, hanja 東豆川市) är en stad i den sydkoreanska provinsen Gyeonggi, och är en nordlig förort till Seoul. Invånarantalet var 97 687 i slutet av 2020 .
Staden är administrativt indelad i åtta stadsdelar (dong):
Bosan-dong,
Bulhyeon-dong,
Jungang-dong,
Saengyeon 1-dong,
Saengyeon 2-dong,
Sangpae-dong,
Songnae-dong och
Soyo-dong.